# Herbert Hüttner
Herbert Hüttner (Schwerin, 21 de julio de 1942) es un deportista de la RDA que compitió en vela en la clase Flying Dutchman. Ganó una medalla de plata en el Campeonato Mundial de Flying Dutchman de 1974 y dos medallas en el Campeonato Europeo de Flying Dutchman, plata en 1970 y oro en 1973.

## Palmarés internacional
| Campeonato Mundial | Campeonato Mundial     | Campeonato Mundial | Campeonato Mundial |
| Año                | Lugar                  | Medalla            | Clase              |
| ------------------ | ---------------------- | ------------------ | ------------------ |
| 1974               | Weymouth (Reino Unido) | Medalla de plata   | Flying Dutchman    |
| Campeonato Europeo |                        |                    |                    |
| Año                | Lugar                  | Medalla            | Clase              |
| 1970               | Mar Menor (España)     | Medalla de plata   | Flying Dutchman    |
| 1973               | Thun (Suiza)           | Medalla de oro     | Flying Dutchman    |